# Nettomaterialprodukt

Nettomaterialprodukt pro Kopf (S.U., 1990).

Das Nettomaterialprodukt (englisch net material product, NMP) war eine volkswirtschaftliche Kennzahl, die in sozialistischen Staaten anstelle des Bruttoinlandsprodukts/Bruttosozialprodukts verwendet wurde.

## Allgemeines
Das Nettomaterialprodukt gehörte zum „System volkswirtschaftlicher Bilanzen“ (englisch System of Balances of the National Economy), kurz auch Materialproduktsystem genannt, das in der früheren Sowjetunion und anderen Staaten mit planwirtschaftlichem Wirtschaftssystem verwendet wurde. Das Nettomaterialprodukt war ein Verfahren zur Erstellung volkswirtschaftlicher Gesamtrechnungen innerhalb von Planwirtschaften. Sein marktwirtschaftliches Pendant ist das „System of National Accounts“, das von der Weltbank und der OECD auch heute angewandt wird.
Es wird als „Nettomaterialprodukt“ bezeichnet, weil es nur die materielle, nach der marxistischen Doktrin alleinig „produktive“ Arbeit anerkennt und statistisch erfasst. Die Terminologie als Nettomaterialprodukt war üblich innerhalb der Wirtschaftskommission für Europa, während in der DDR vom „produzierten Nationaleinkommen“ die Rede war.

## Ermittlung
Im Nettomaterialprodukt fehlen wichtige Dienstleistungen, die im Bruttosozialprodukt enthalten sind. Hierzu gehören nicht-materielle Dienstleistungen wie Schulwesen, öffentliche Verwaltung, Kunst, persönliche Dienste oder Gesundheitswesen, die als „unproduktive Arbeit“ betrachtet wurden. Durch das Fehlen dieser Dienstleistungen sind beide Aggregate nicht miteinander vergleichbar.

## Statistik
Kurz vor dem Zerfall der Sowjetunion zeigte eine Statistik den Stand des Nettomaterialprodukts in den heutigen Nachfolgestaaten der Sowjetunion im Jahre 1990:
| Land          | Bevölkerung in Mio. | Nettomaterialprodukt in Mio. Rubel | Nettomaterialprodukt pro Kopf |
| ------------- | ------------------- | ---------------------------------- | ----------------------------- |
| Armenien      | 3,293               | 6.977                              | 2.119                         |
| Aserbaidschan | 7,131               | 10.712                             | 1.502                         |
| Estland       | 1,583               | 5.469                              | 3.455                         |
| Georgien      | 5,456               | 10.866                             | 1.992                         |
| Kasachstan    | 16,691              | 33.362                             | 1.999                         |
| Kirgisistan   | 4,367               | 6.027                              | 1.380                         |
| Lettland      | 2,687               | 8.849                              | 3.293                         |
| Litauen       | 3,723               | 9.999                              | 2.686                         |
| Moldau        | 4,362               | 9.443                              | 2.165                         |
| Russland      | 148,041             | 446.818                            | 3.018                         |
| Tadschikistan | 5,248               | 5.490                              | 1.046                         |
| Turkmenistan  | 3,622               | 5.321                              | 1.469                         |
| Ukraine       | 51,839              | 117.992                            | 2.276                         |
| Usbekistan    | 20,322              | 23.603                             | 1.161                         |
| Belarus       | 10,259              | 29.510                             | 2.876                         |
| Gesamt        | 288,624             | 730.438                            | 2.530                         |

Mit einem NMP von 3.455 Rubel pro Kopf war Estland der wirtschaftliche wohlhabendste Staat in der ehemaligen Währungsunion, gefolgt von Lettland, Russland, Belarus und Litauen. Wie häufig, führten auch in dieser Statistik die Kleinstaaten.